# بائوباب ماداگاسکاری
بائوباب ماداگاسکاری (نام علمی: Adansonia madagascariensis) نام یک گونه از سرده بائوباب است.